# Zakład (film 1990)
Zakład – polski film obyczajowy z 1990 roku, w reżyserii Teresy Kotlarczyk.
Film kręcony w Lubomierzu.

## Opis fabuły
Magda, początkujący reżyser, kręci film na temat zachowania młodych ludzi w ekstremalnych sytuacjach - a konkretnie, w domu poprawczym. Zaczyna rozumieć, że wychowankowie i dyrekcja ośrodka są w stanie głębokiej wojny. Przywódca młodzieńców ma na imię Tomek. Jest to chłopak, który został mianowany komendantem ośrodka, a jednocześnie wielokrotny uciekinier. W międzyczasie do ośrodka przybywa nowy wychowawca.

## Obsada aktorska[1]
- Jan Peszek (dyrektor zakładu Wygon)
- Grażyna Trela (dziennikarka Magda)
- Paweł Królikowski (Tomek Koziel)
- Krzysztof Kolberger (wychowawca Marek)
- Bartłomiej Topa (Andrzej Matłak)
- Włodzimierz Musiał (wychowawca Musiał)
- Mariusz Bonaszewski ("Świr")
- Robert Gonera (Mariusz)
- Jacek Bończyk ("Jasia")